# موبيرا سيتيمان 100
موبيرا سيتيمان 100 هو أحد أجهزة نوكيا، شركة الهواتف والتقنية النقالة. يأتي هذا الجهاز مع شاشة أحادية اللون (مونوكروم). تم إصدار هذا الجهاز في عام 1987. أما بالنسبة لوضعية إنتاجه الحالية فلم يعد يتم إنتاجه. تقنيته/تردده هي ETACS. جيل الجهاز هو غير معروف. عامل الشكل (التصميم) للجهاز هو "نوع الطابوق.